# Schwenck
Cléber Schwenck Tiene (ur. 8 lutego 1979) – brazylijski piłkarz występujący na pozycji napastnika.

## Kariera piłkarska
Od 1998 roku występował w Nova Iguaçu, Juventus, CRB, CFZ, Al-Riyadh SC, América, Bragantino, Cruzeiro EC, Botafogo, Vegalta Sendai, Figueirense, Beitar Jerozolima, Pohang Steelers, Goiás EC, EC Juventude, Vitória, Criciúma, Itumbiara, Guarani FC, ABC, Marcílio Dias, Joinville, Internacional de Lages, Almirante Barroso i Anápolis.